# Argostemma neurocalyx
Argostemma neurocalyx är en måreväxtart som beskrevs av Friedrich Anton Wilhelm Miquel. Argostemma neurocalyx ingår i släktet Argostemma och familjen måreväxter. Inga underarter finns listade i Catalogue of Life.